# خطمي خملي

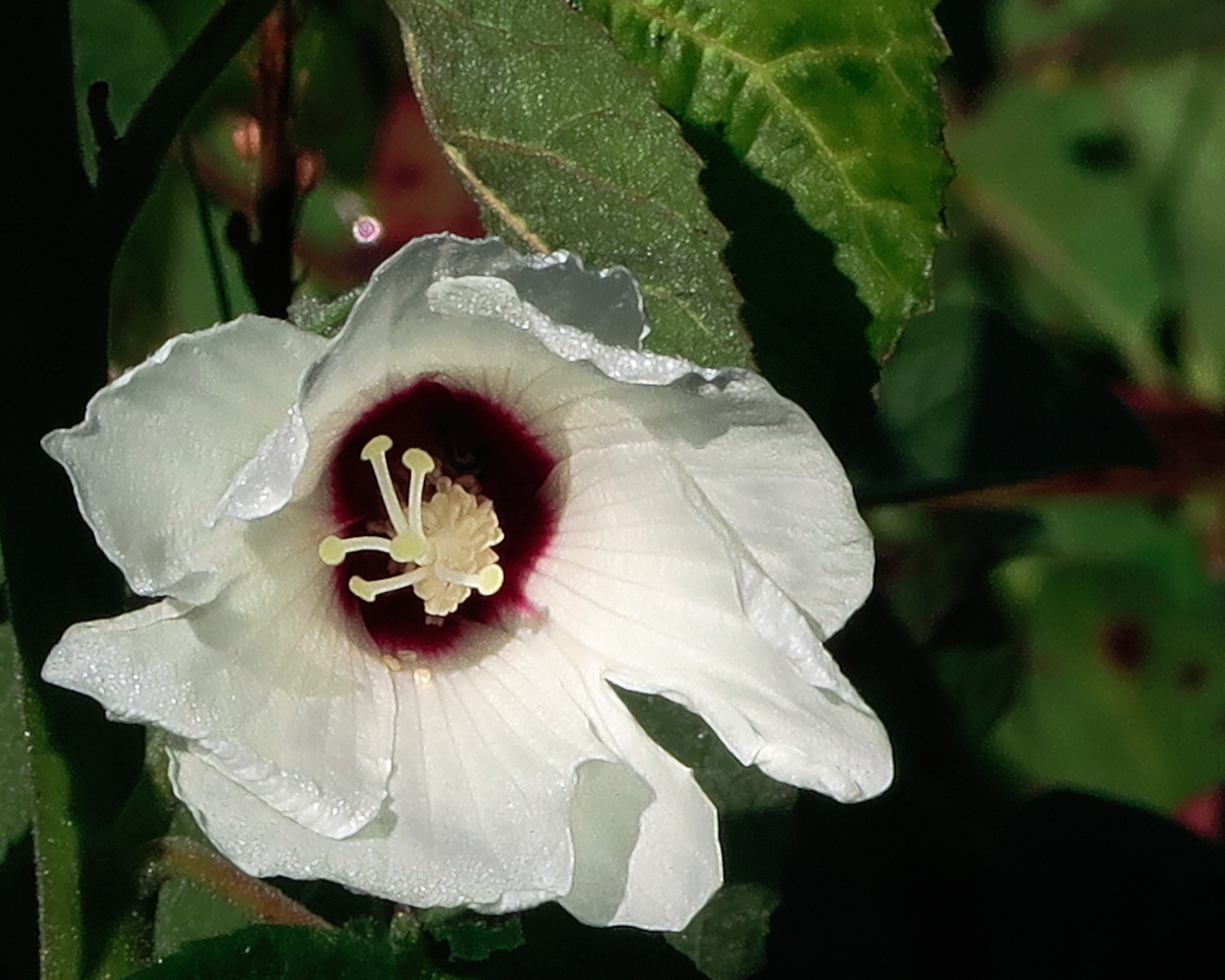

الخِطْمِيّ الخملي هو نوع من الخطمي. مهده جزء كبير من جنوب شرق الولايات المتحدة، وكذلك أجزاء من كلفرنية وشمال المكسيك. هو عشب كبير كثيف معمر وسيقانه مترامية الأطراف يصل طولها من متر إلى مترين. الأوراق على قلبية مسننة ومدببة ، وعمومًا يراوح طولها من 6 إلى 10 سم.